# 간월암
간월암(看月庵)은 대한민국 충청남도 서산시 부석면 간월도리에 위치한 암자이다. 조선 초 무학대사가 창건하였으며, 만공대사가 중건하였다고 전해지는 곳이다. 간조시에는 뭍(간월도)과 연결되고 만조시는 섬이 되는 지형에 세워져 있다.

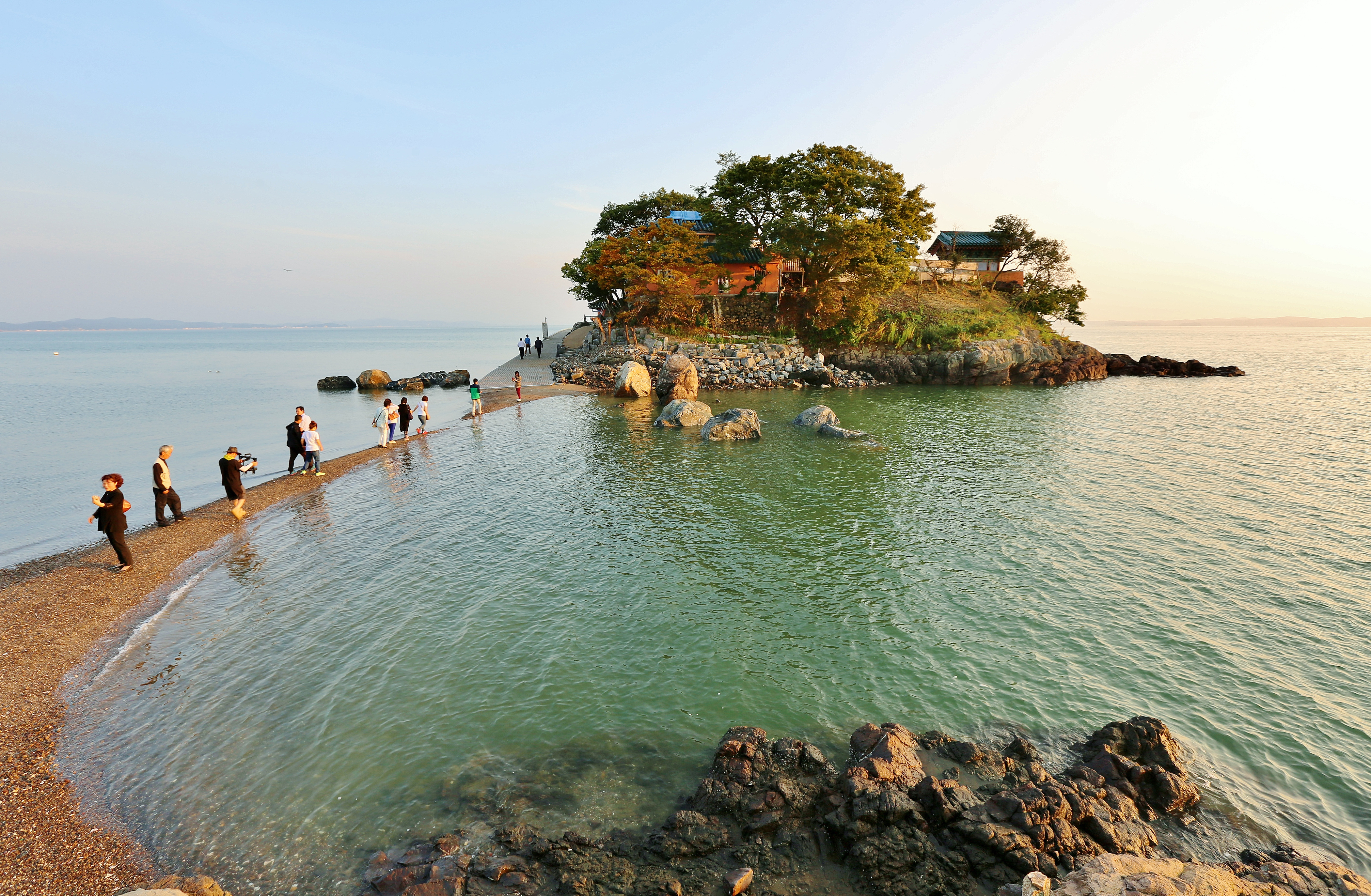
섬에 위치한 간월암

이곳에서 수행하던 무학이 어리굴젓을 태조에게 진상하였다는 전설이 내려오고 있다.
1530년(중종 25) 찬술한 『신증동국여지승람(新增東國輿地勝覽)』에는 간월도만 언급되어 있고 간월암은 언급되어 있지 않아 조선 후기 창건된 것으로 보인다. 조선 말엽에 폐사되었는데 1914년 승려 만공(滿空)이 다시 창건하였다.

## 소장 문화재
- 서산 간월암 목조보살좌상 (충청남도 유형문화재 제184호)

2007년 9월 20일 충청남도 유형 문화재 제184호로 지정된 서산 간월암 목조보살좌상은 나무와 종이로 틀을 제작한 뒤 금칠을 입힌 불상으로 관음전에 안치되어 있다. 양식적으로 볼 때 1600년 전후에 조성된 것으로 추정된다. 갸름한 타원형의 얼굴에 높이 솟은 보계, 부드러운 옷 주름 등에서 형식화하기 시작하는 임진왜란 이후의 보살상과 차별성이 있다.

## 참고 문헌
- 이 문서에는 다음커뮤니케이션(현 카카오)에서 GFDL 또는 CC-SA 라이선스로 배포한 글로벌 세계대백과사전의 내용을 기초로 작성된 글이 포함되어 있습니다.